# 张以谟
张以谟（1933年—），男，天津人，中国光学仪器专家，曾任天津大学教授、博士生导师，中国光学学会常务理事。